# Edme-Pierre Chauvot de Beauchêne
Pour les articles homonymes, voir Beauchêne.
Edme-Pierre Chauvot de Beauchêne, né le 3 mars 1749 à Villefranche (Yonne) et mort le 24 décembre 1824 à Paris, est un médecin français passé à la postérité pour ses études pionnières sur l'hystérie.

## Biographie
Fils d'un négociant en bois, il effectue ses études secondaires au collège du Plessis, puis après un essai de courte durée à la Faculté de médecine de Montpellier, il s'engage durant quelques années dans la gendarmerie, en qualité de maréchal-des-logis à Lunéville. À la mort de son père, sa mère le rappelle et il reprend ses études de médecine à Montpellier, obtient le diplôme de médecin et achète une charge de médecin dans la maison du comte d'Artois, futur roi Charles X. Il est membre de l’Académie de Médecine et s'intéresse aux maladies nerveuses, publiant en 1783 un essai intitulé De L'Influence des affections de l'âme dans les maladies nerveuses des femmes.
Dans la deuxième moitié des années 1780, il est nommé médecin de l’hôpital militaire du Gros-Caillou (ou des Gardes françaises, 106 rue Saint-Dominique à Paris). En 1791, il émigre et rejoint le comte d'Artois à Coblence puis choisit de rentrer en France et se retire dans sa propriété de Sens. À la Restauration, il reprend son exercice auprès de Charles X, comme médecin consultant.
Il épouse en 1778 Anne-Catherine Baudelaire, parente du poète.
Il est chevalier de la Légion d'honneur en 1820. Il meurt des suites d'une lithiase urinaire. Il repose au cimetière du Père Lachaise (Division 17), à Paris.

## Postérité

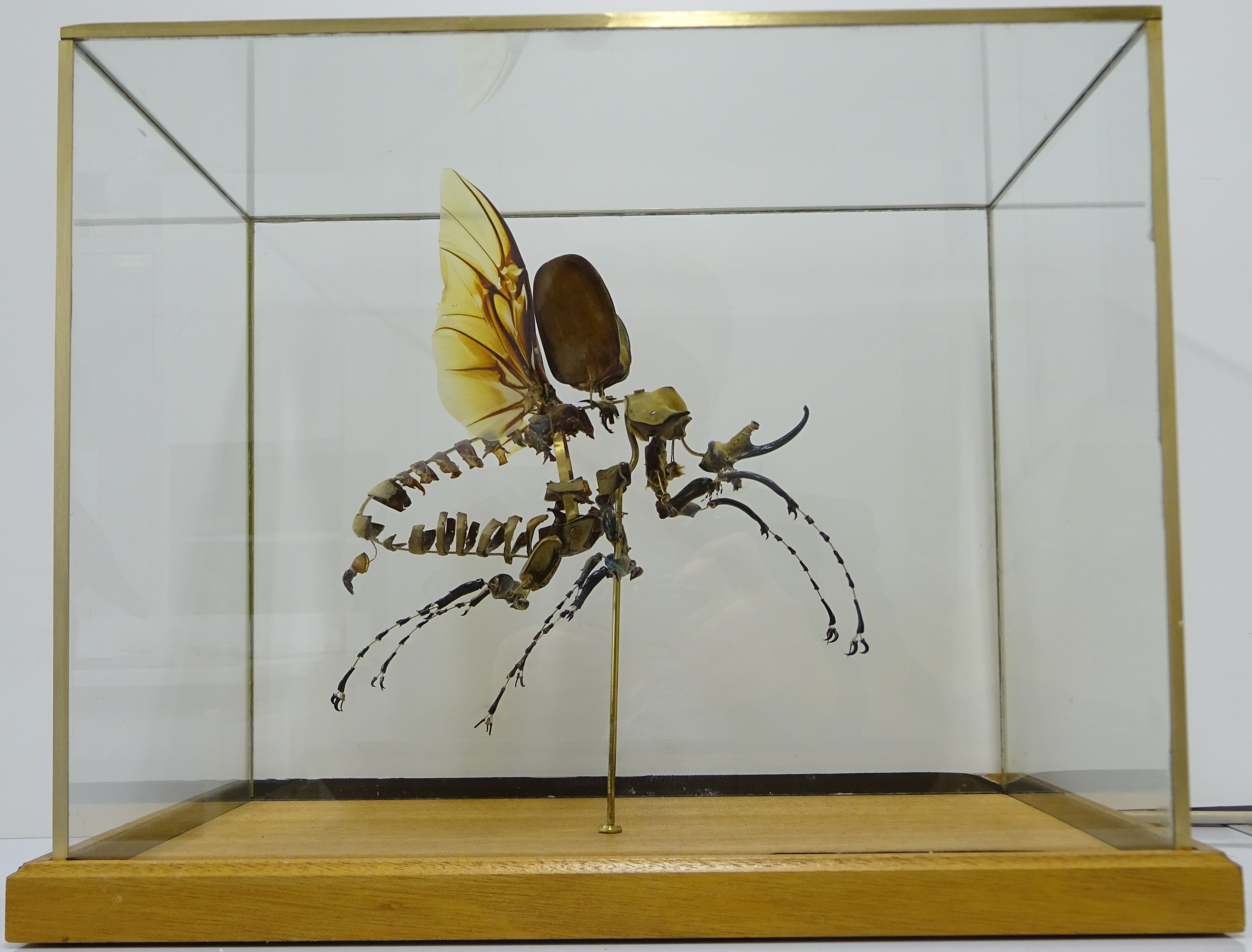
Scarabée-éléphant Megasoma elephas Fabricius, 1775, spécimen 2021.3.1, éclaté "à la Beauchêne", collection du muséum d'histoire naturelle de Bourges.

Beauchêne aurait donné la première description du Syndrome de Kleine-Levin. Son fils, Edmé François Chauvot de Beauchêne (en) (1780-1830), est passé à la postérité pour une technique de présentation des spécimens anatomiques, les « désarticulés à la Beauchêne », qui utilise des articulations en fil de laiton.

## Sources
- Étienne Pariset, Éloge de Beauchêne, vol. 1 : Mémoires de l’Académie Royale de Médecine, Éditions Baillière, 1828, p. 232-239
- Paul Chéron, Catalogue général de la librairie française au XIXe siècle, 1856, p. 642.